# JTJ宣教神学校

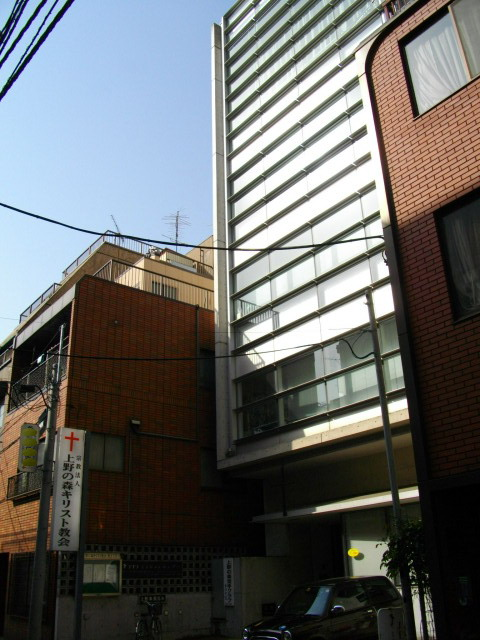
JTJ宣教神学校,JTJミッションセンター（東京都台東区）

JTJ宣教神学校（英語：Jesus To Japan Mission Seminary）は、東京都台東区にある、穏健な福音主義のキリスト教神学校。1990年に設立された。
「神学なき宣教は危険であり、宣教なき神学は空虚である。」 をモットーとする。

## 創立
「だれでも・いつでも・どこででも・いつまででも」いつも新しい福音のぶどう酒を入れる、新しい皮袋としての神学校の創造を目指して創立。

## 理念
1. 穏健な福音主義と偏らない超教派
2. 神学と実践
3. 聖書と日本
4. 多様性と統一性

## 教育
- イエスさまのお心を持つリーダーを育成。
- リバイバルを当てにしないで、「コツ、コツ、勝つ、コツ」の思いで、地域に土着するような、地味で、着実な働きに取り組める指導者を育成。
- ／Vision／Passion／Action／Mission

## 学部・学科（通信制・教室制）
- 神学部
- 生涯学習部

### 2年コース
- 牧師志願科
- 信徒牧師科

### 1年コース（専門コース）
- 信徒伝道者科
- 信徒聖書教師科
- 教会学校教師科
- 聖書専修科
- 科目等履修生
- カウンセリングコース（生涯学習部）

※カウンセリングコースは通信制のみで1年終わる毎に修了となるが、2年続けて学ぶことも可能。その際、再度手続きが必要。

## 神学校関係者
- 岸義紘
- 尾山令仁
- 佐藤彰
- 中野雄一郎
- 兼松一二
- 金山良雄

他

## 主な出身者
- 城尾マツ
- アリ・レジャイアン
- 唐川尊議
- 進藤龍也
- 岡本依子

## 関連団体
- ムラサキスポーツ（クリスチャン企業金山良雄社長の資金援助で建設された）。